# گیورگی تسیتایشویلی
گیورگی تسیتایشویلی (اوکراینی: Георгій Климентійович Цітаїшвілі; گرجی: გიორგი წიტაიშვილი؛ زادهٔ ۱۸ نوامبر ۲۰۰۰) بازیکن فوتبال باشگاه دینامو باتومی است.
او در اسرائیل به دنیا آمده اما در رقابت های بین المللی نماینده گرجستان است.
از باشگاه‌هایی که در آن بازی کرده‌است می‌توان به باشگاه فوتبال دینامو کی‌یف اشاره کرد.
وی همچنین در تیم‌های ملی فوتبال Ukraine national under-17 football team, Ukraine national under-18 football team, Ukraine national under-19 football team، زیر ۲۰ سال اوکراین، زیر ۲۱ سال اوکراین، و گرجستان بازی کرده‌است.